# Opuntia demissa
Opuntia demissa är en kaktusväxtart som först beskrevs av Griffiths (pro sp.  Opuntia demissa ingår i släktet fikonkaktusar, och familjen kaktusväxter. Inga underarter finns listade i Catalogue of Life.